# 주시헌
주시헌(朱時憲, 1892년 2월 26일 ~ 1940년 2월 27일)은 일제강점기의 관료로, 본적은 서울특별시 종로구 내자동이다.

## 생애
1911년 관립 한성외국어학교를 졸업했으며 1911년 5월부터 1920년까지 전라북도 금구군, 임실군, 부안군, 진안군, 순창군 서기로 재직했다. 1921년 10월부터 1925년까지 전라북도 내무부 건업과 속(屬)으로 근무했다.
1925년 6월 30일 전라북도 장수군수로 임명된 뒤부터 진안군수(1926년 8월 25일 임명), 부안군수(1931년 12월 28일 임명), 옥구군수(1935년 4월 12일 임명), 정읍군수(1938년 3월 26일 ~ 1940년 2월 27일)를 차례로 역임했다. 군수로 재직하는 동안 1931년 12월 11일 일본 정부로부터 훈6등 서보장, 1932년 10월 1일 조선 쇼와 5년 국세 조사 기념장, 1936년 12월 7일 훈5등 서보장을 받았으며 1935년 10월 1일 조선총독부로부터 시정 25주년 기념표창 및 은배 1조를 받았다.
전라북도 옥구군수와 정읍군수 재직 시절 군수품 공출, 마필 징발, 국방사상 보급, 군인 및 유가족 위문, 국방헌금 및 애국기 헌납자금 모집, 군용물자 조달 업무를 수행했으며 1940년 2월 27일 사망 당시 특지에 의해 1급으로 승진하면서 고등관 3등과 정5위에 서위되었다.
민족문제연구소의 친일인명사전 수록자 명단의 관료 부문, 친일반민족행위진상규명위원회가 발표한 친일반민족행위 705인 명단에 포함되었다.

## 참고자료
- 친일반민족행위진상규명위원회 (2009). 〈주시헌〉. 《친일반민족행위진상규명 보고서 Ⅳ-17》. 서울. 314~320쪽.